# Ежелев, Анатолий Степанович
Анатолий Степанович Ежелев (1932—2012) — советский, российский журналист, писатель, Народный депутат СССР (1989—1991).

## Биография
Окончил филологический факультет Ленинградского государственного университета. Работал на оборонном заводе в Ленинграде, на целине в Алтайском крае, в газете «Смена» (1963—1970).
Собкор, заведующий отделением газеты «Известия» в Ленинграде (1970—1989). Был председателем Ленинградского (Санкт-Петербургского) Союза журналистов (1989—1994), президентом АО "Издательский дом «Час пик» и СП «УниРем».
Народный депутат СССР от Союза журналистов (1989—1991).
Был председателем подкомитета по правам человека, после августа 1991 года — Комитета по правам человека и политическим свободам.
Член президиума Лиги журналистов Санкт-Петербурга.
Филолог по образованию, был одним из авторов закона о СМИ.
Свои последние годы Анатолий Ежелев связал с Балтийской медиа-группой.

### Смерть
Трагедия, унёсшая жизнь Анатолия Ежелева, произошла вечером 22 августа 2012 года у дома 63 по Каменноостровскому проспекту: его сбил автомобиль Volkswagen Golf. От полученных травм Ежелев скончался в машине скорой помощи.
Похоронен на Волковском кладбище в Санкт-Петербурге.